# 704
704 (DCCIV) fue un año bisiesto comenzado en martes del calendario juliano, en vigor en aquella fecha.

## Acontecimientos
- Justiniano II escapa de su prisión e inicia su campaña para recuperar el trono del Imperio bizantino que le había arrebatado Tiberio III.
- Después de pasar casi una década con los jázaros, el depuesto emperador Justiniano II huye de su exilio en Quersoneso (Crimea). Se escapa con la ayuda de Busir, gobernante (khagan) de los jázaros, que lo casa con su hermana Teodora de Jazaría.
- El emperador Tiberio III trata de sobornar a Busir y despacha a dos oficiales jázaros, Papatzys y Balgitzin, para matar a Justiniano. Advertido por su esposa, huye al Kanato búlgaro, asegurando la asistencia del gobernante búlgaro Tervel, a cambio de consideraciones financieras.
- Guerras árabo-bizantinas: una fuerza expedicionaria bizantina bajo Heraclio (hermano de Tiberio III) derrota y destruye a un ejército omeya (10 000 hombres) en Sisium (Turquía moderna), matando a la mayoría y llevando al resto encadenado a Constantinopla.
- El rey Etelredo de Mercia abdica el trono después de un reinado de 30 años y se convierte en abad en Bardney (Lincolnshire). Le sucede su sobrino Cenred (Coenred), un hijo del difunto rey Wulfhere, que se convierte en gobernante de Mercia.
- 14 de diciembre: el rey Aldfrith de Northumbria muere después de un reinado de 20 años. Su trono es capturado por Eadwulf I, de ascendencia desconocida. Wilfrid viaja a Driffield para apoyar a Eadwulf, pero sus avances son rechazados (fecha aproximada).
- Conquista árabe de Armenia: los árabes musulmanes bajo Abdallah ibn Abd al-Malik (un hijo del califa Abd al-Malik ibn Marwan) invaden Armenia y someten la revuelta antiárabe junto con su tío Muhammad ibn Marwan.
- Invierno - Abdallah ibn Abd al-Malik es llamado desde Armenia para servir como gobernador de Egipto. Él exige que los negocios del gobierno se hagan en árabe en lugar de copto. Su mandato se ve afectado por el hambre y la corrupción.
- El emperador Tridu Songtsen muere en la batalla y es sucedido por su madre Khri ma Lodra quien se convierte en gobernante de facto del Imperio Tibetano. Ella comienza una expansión masiva en la cuenca de Tarim y el norte de China.

## Nacimientos
- Diego González de Iguña, militar cántabro.

## Fallecimientos
- Eanfleda de Deira, princesa y religiosa de Northumbria.